# Dwór w Łubnie Szlacheckim
Dwór w Łubnie Szlacheckim – zabytkowy dwór wybudowany w pierwszej połowie XIX w. znajdujący się w miejscowości Łubno Szlacheckie. 

## Opis
Około połowy XIX w. Łubno Szlacheckie należało do Jana Maniawskiego. W 1841 r., po ślubie z Emilią Bielańską, dziedzicem wsi został Karol Hupka (zm. 1904) pochodzący z Niwisk k. Kolbuszowej.  W pierwszej połowie XIX w. powstał klasycystyczny parterowy dwór nakryty czterospadowym dachem. Na osi ganek o dwóch parach kolumn wspierających wysoki szczyt dwuspadowego daszku. Nie przetrwała zabudowa folwarczna. W pozostałościach parkowych zachowało się kilka okazów starodrzewu głównie dębowo-lipowego. Dwór ostatnio odnowiony po powrocie w prywatne ręce.

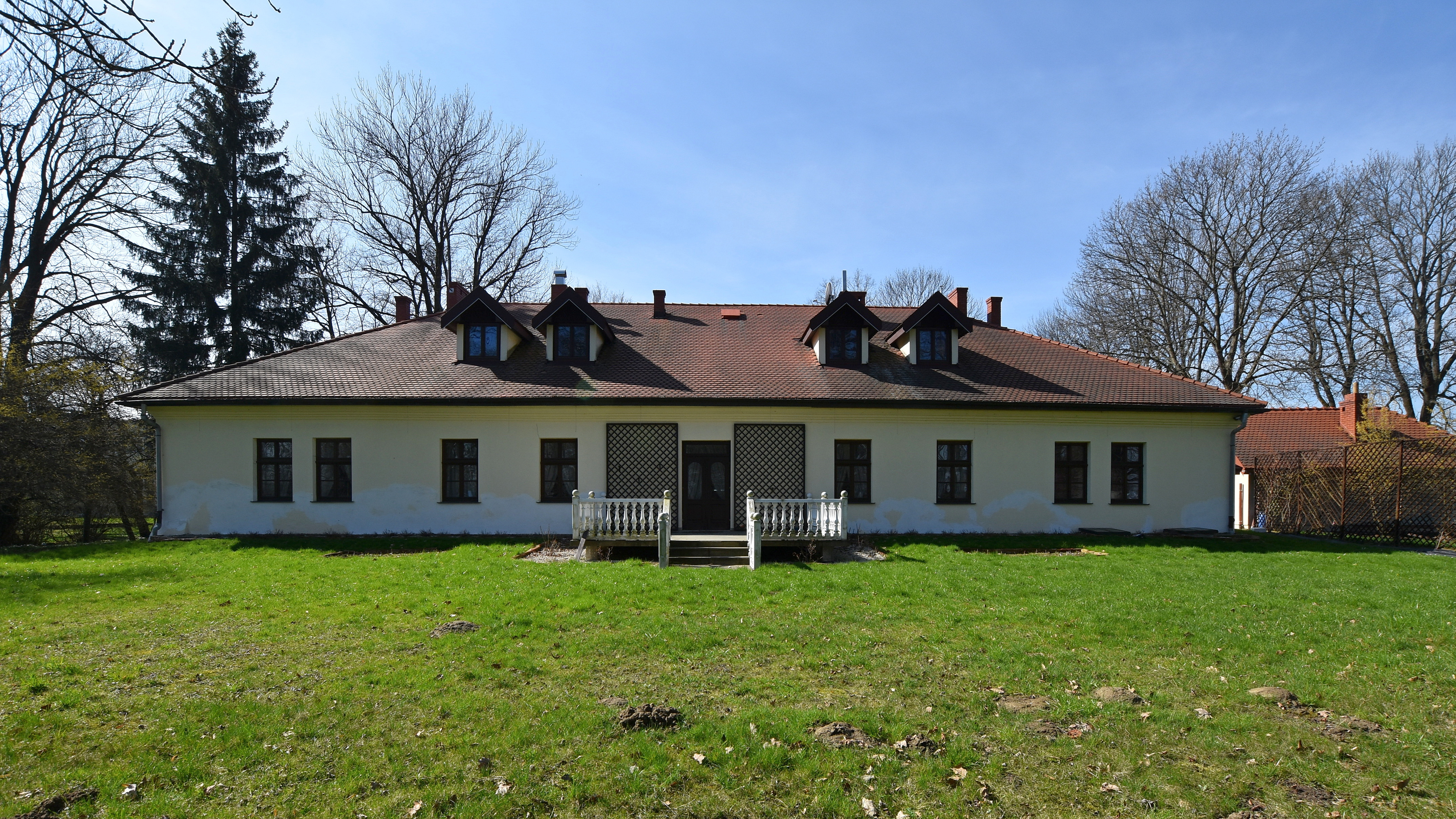
Elewacja parkowa
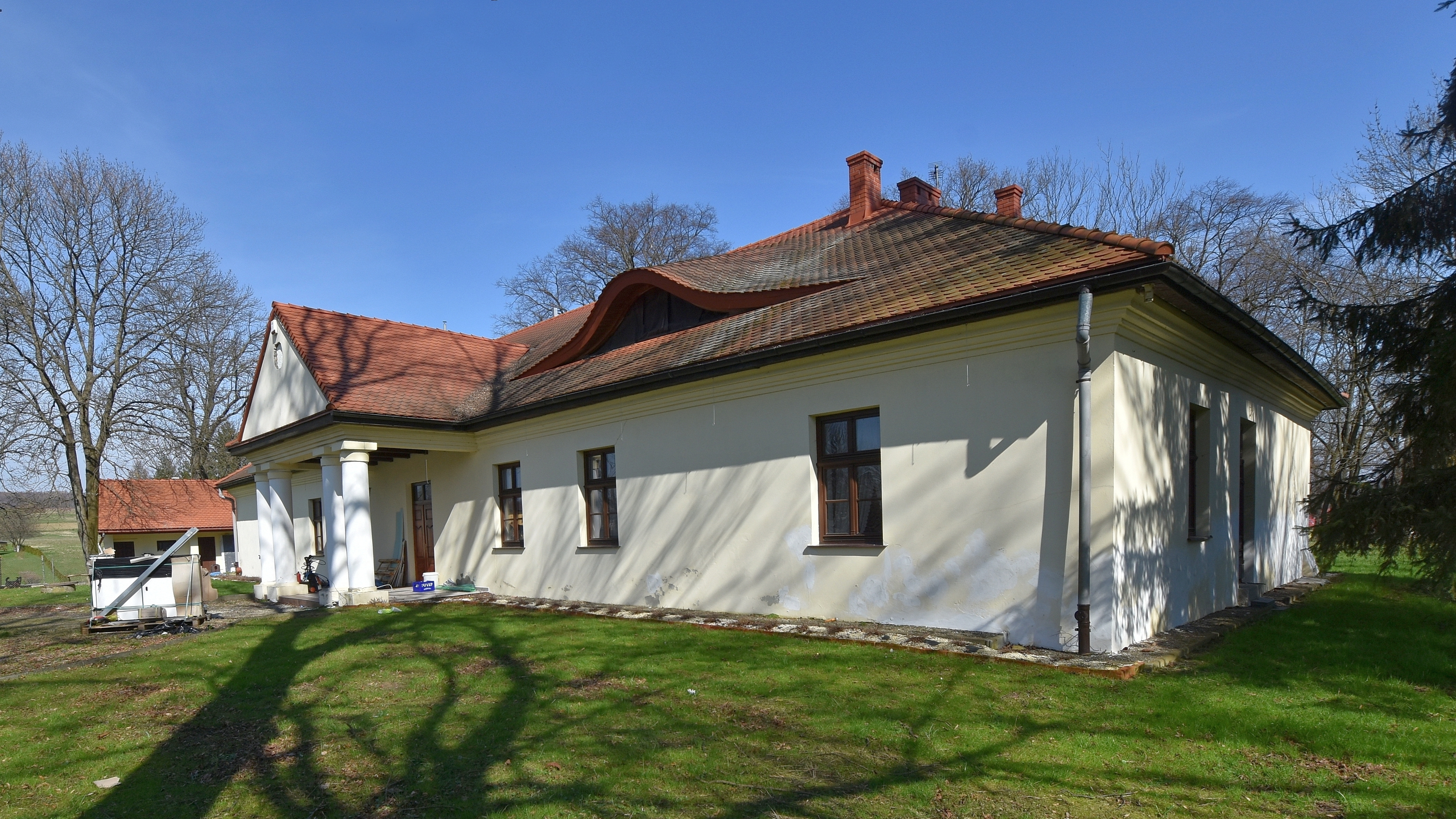
Elewacja boczna
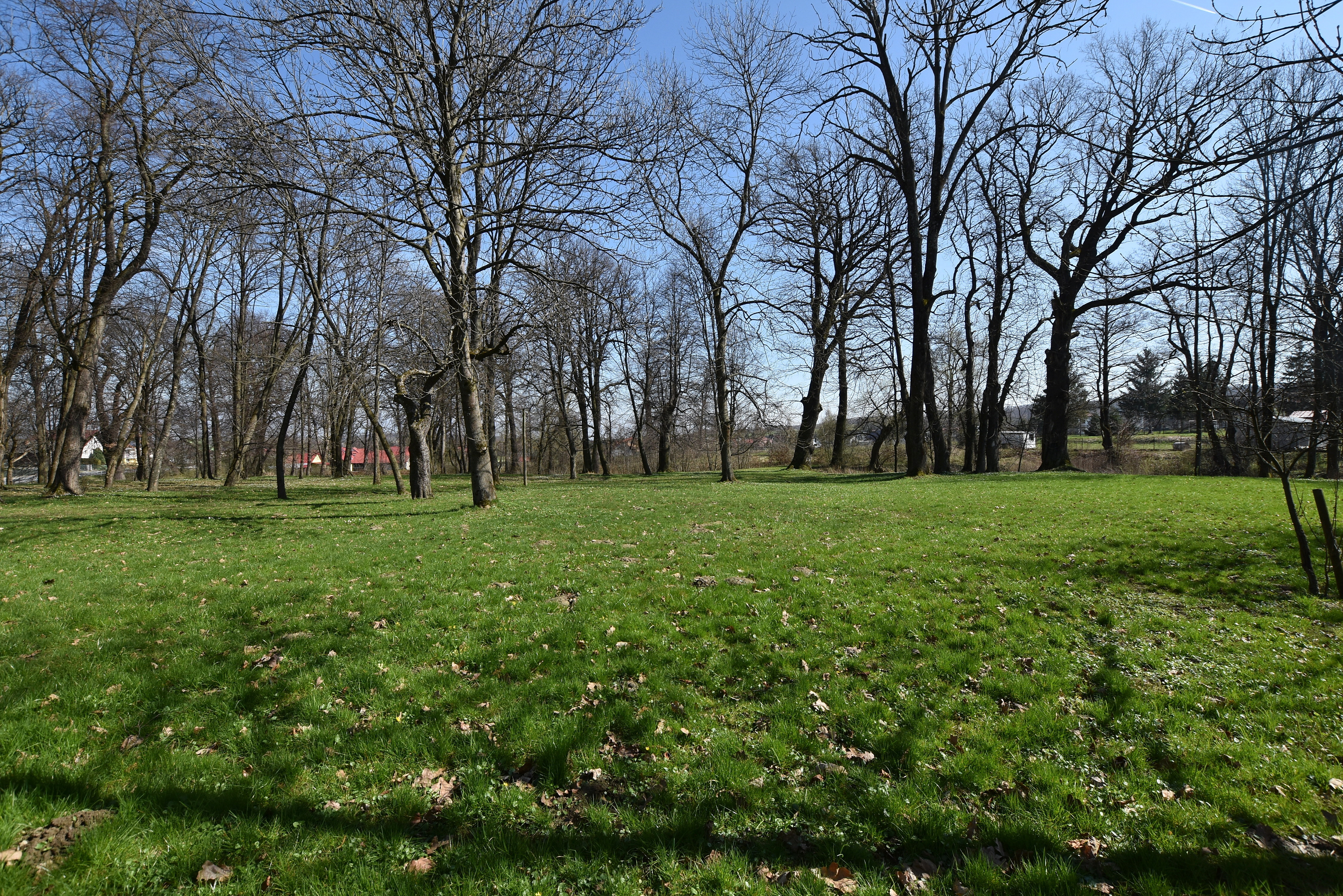
Pozostałości parku